# Géographie de la Floride

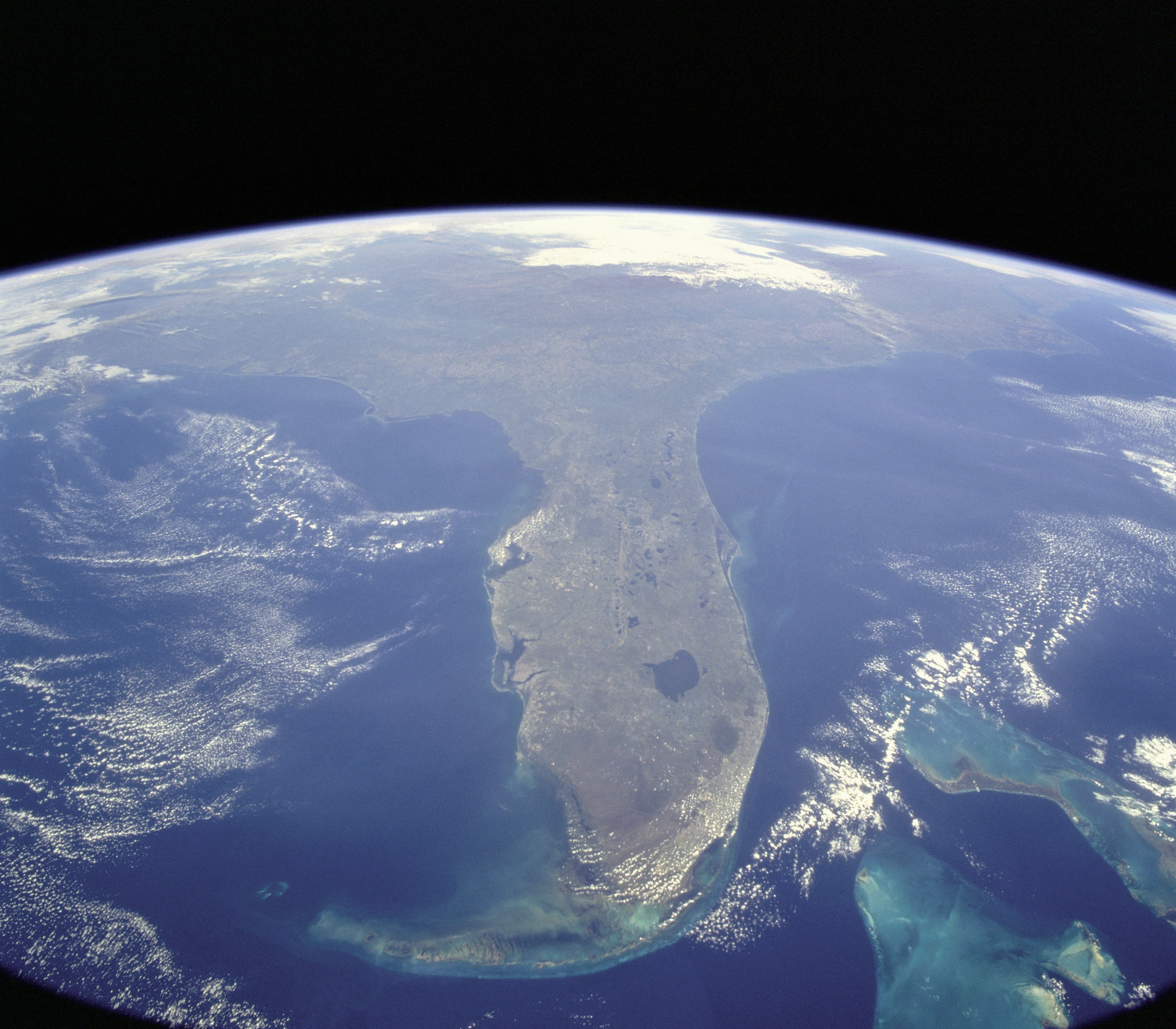
Image satellite de la Floride

Cet article concerne la géographie de la Floride, l'un des cinquante États des États-Unis.

## Situation

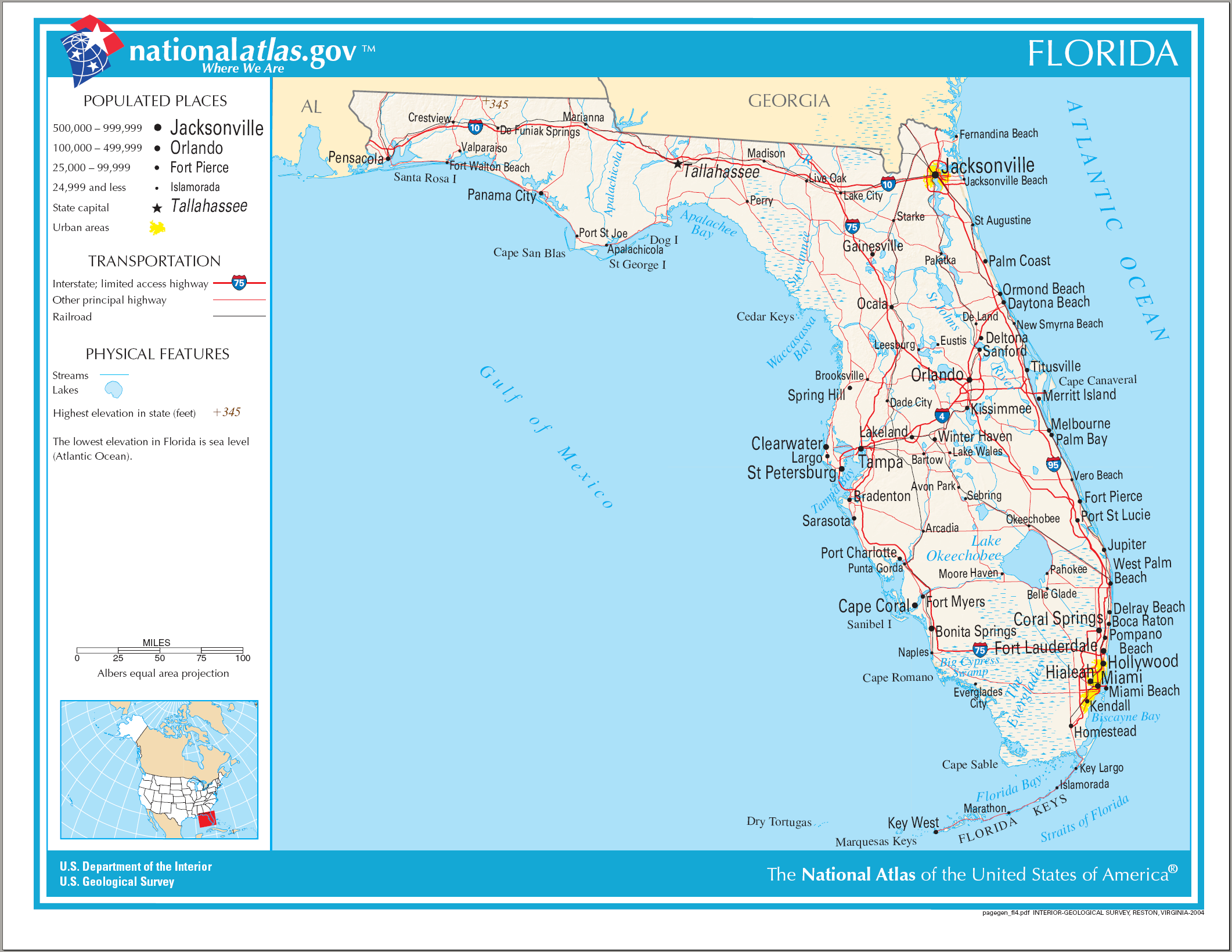
Carte de localisation

La Floride est une péninsule au sud-est des États-Unis mesurant environ 700 km de long, qui s'avance vers le sud entre l'océan Atlantique à l'est et le golfe du Mexique à l'ouest.
Elle s'étend entre 31°0' et 24°33' de latitude nord, et entre 80°03' et 87°50’ de longitude ouest.
D'une surface de 151 940 km2, la Floride est le 22e état par la taille et le deuxième à l'est du Mississippi. Son extension maximale d'est en ouest est d'environ 580 km. Elle se prolonge au sud par un archipel d'îles, les Keys, et à l'ouest par le Panhandle de Floride. Elle se trouve dans le fuseau horaire des États de l'Atlantique (UTC−05:00).
La Floride est bordée au nord par les États américains de l'Alabama et de Géorgie. La longueur totale de ses frontières est d'environ 2 900 km. Elle est séparée des Bahamas et de Cuba par le détroit de Floride. Key West (24°33' N) est le point le plus au sud des États-Unis continentaux.
La limite nord de la Floride commence sur la côte à Fernandina Beach et suit vers l'ouest le fleuve Saint Marys. Puis elle devient rectiligne jusqu'au lac Séminole : là, elle longe l'axe tracé par le lac puis la Chattahoochee River avant de suivre le 31e parallèle nord jusqu'à la Perdido River. Elle longe ensuite ce cours d'eau jusqu'à la baie de Perdido et le golfe du Mexique. La ville la plus à l'ouest de la Floride est Pensacola.

## Géographie physique

### Littoral et îles

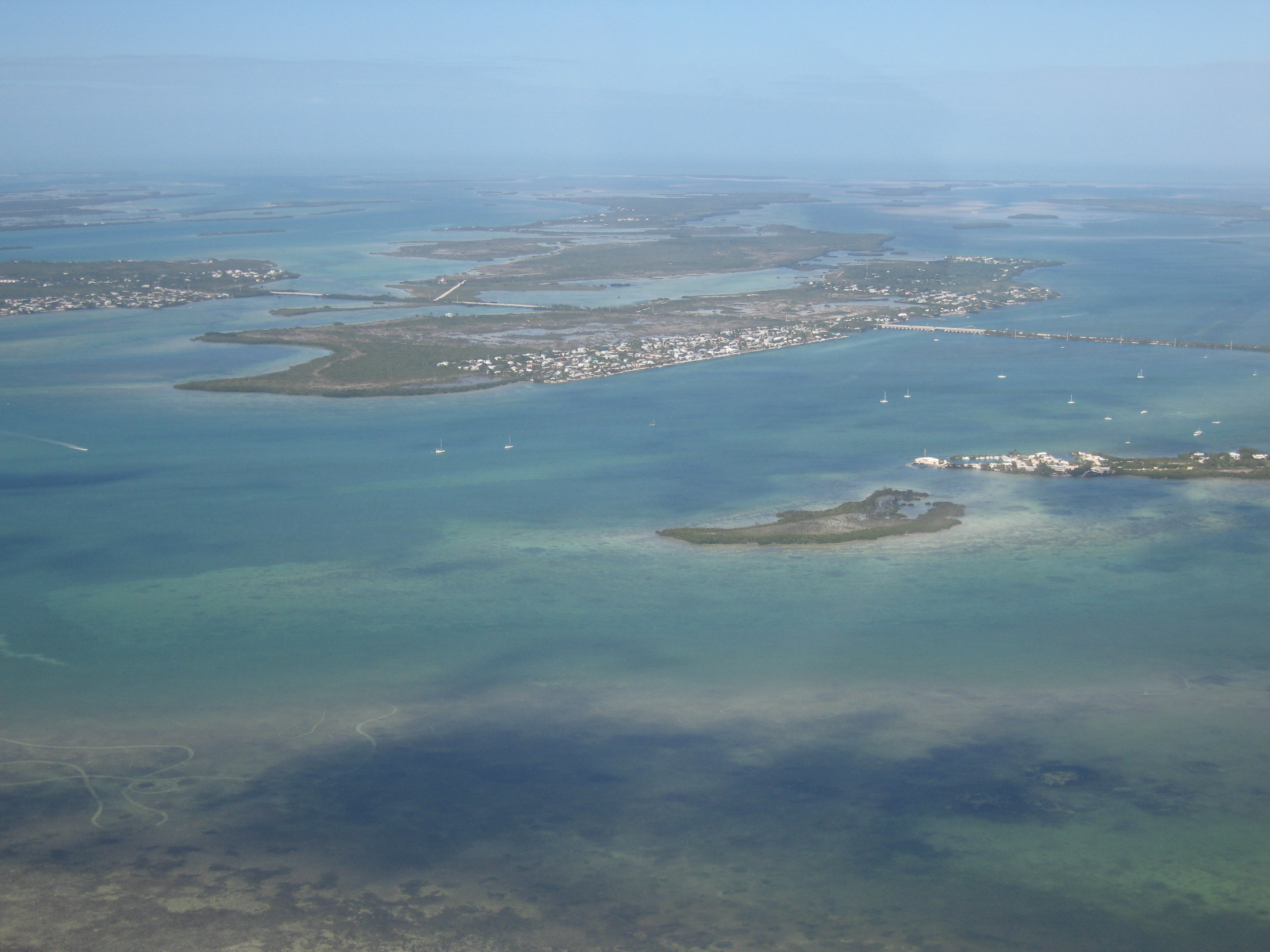
Les Keys sont un archipel au sud de la Floride

Le littoral de la Floride est très étendu 1 930 km,. Avec toutes les baies et les caps, on obtient une longueur cumulée d'environ 13 600 km. Aucun autre État américain, hormis l'Alaska, n'a de littoral plus long,. Cependant, en dehors des baies, la côte occidentale présente peu de sites portuaires favorables en raison de la présence de hauts-fonds ; le port de Tampa fait exception. Les rivages orientaux offrent de faibles profondeurs. Son tracé est très irrégulier et bordé par des lagunes (Indian River, environ 200 km de longueur) et des lidos. Au sud, la navigation est rendue dangereuse par les récifs et de nombreuses épaves gisent au fond du golfe du Mexique.
Le littoral floridien compte plus de 4 500 îles,. L'archipel des Keys, à l'extrémité méridionale, forme un chapelet d'îles coralliennes de plus de 200 km de longueur. L'île la plus grande est Key Largo (47 km de long).
La côte orientale et la côte du nord-ouest comptent de nombreuses îles-barrières et bancs de sable qui s'étirent en longueur et forment des flèches, parfois sur plusieurs dizaines de kilomètres. La pointe sud de la péninsule est bordée par des marais salés et des mangroves, alors que les Keys sont réputées pour leurs récifs coralliens. On trouve des marécages et des vasières le long de la Big Bend Coast, entre le comté de Pasco et l'Ochlockonee River.
Le marnage est plus grand sur la côte orientale avec environ 1,8 mètre contre 0,6 mètre dans le golfe du Mexique. Le Gulf Stream est le courant marin qui naît au détroit de Floride de la rencontre entre les eaux du golfe du Mexique et de l'océan Atlantique. Pour certains spécialistes, le courant marin de Floride est la partie du Gulf Stream qui s'arrête au niveau du cap Hatteras. Les eaux du Gulf Stream sont plutôt chaudes et pauvres en éléments nutritifs. Les pêcheurs peuvent y trouver des espèces comme le Marlin blanc, le thon, le voilier, le tassergal ou l'espadon. Un courant chaud, le Loop Current, parcourt le golfe du Mexique dans le sens des aiguilles d'une montre.

### Relief

Carte topographique de la Floride

À seulement 105 mètres d'altitude, Britton Hill est le point culminant de la Floride,. Le littoral occidental appartient à l'ensemble topographique de la plaine atlantique (Atlantic Coastal Plain) qui s'étire jusqu'au Canada. Au centre et au nord se trouvent des collines (Florida Uplands) dont la taille moyenne varie entre 30 et 105 mètres. L'ouest fait partie de la plaine côtière du golfe du Mexique (Gulf Coastal Plain). En cas de hausse du niveau moyen des océans, une grande partie de la Floride disparaîtrait sous les eaux en raison de relief plat et des faibles altitudes.
Étant donné que la Floride se trouve éloignée des limites de plaques tectoniques, elle n'est pas affectée par le risque sismique et volcanique. Les tremblements de terre sont rares et de faibles intensités : celui de janvier 1879, qui se déclencha dans la région de Saint Augustine, eut des effets qui se firent ressentir jusqu'à Daytona Beach, Tampa et Savannah. Le séisme de janvier 1880 à Cuba fut perçu à Key West, celui de 1886 à Charleston (Caroline du Sud) jusque dans le nord de la Floride. En 2006, les secousses d'un séisme de magnitude 6 qui se déclencha dans le golfe du Mexique à 420 km au sud-ouest de Tampa, furent ressenties au sud et au centre de l'État, sans provoquer de tsunami ni de dégâts importants.

### Climat
Compte tenu de sa petite taille et de son absence de chaîne montagneuse, la Floride possède un climat relativement homogène marqué par l'humidité estivale. Il subit les influences maritimes et du Gulf Stream. La plus grande partie de l'État se trouve en climat subtropical selon la classification de Köppen. Seule l'extrémité méridionale connaît un climat tropical toujours chaud. Avec 240 jours de soleil par an, la Floride mérite son surnom de Sunshine State. Cependant, il est possible de distinguer une saison relativement sèche en automne et en hiver, et une saison humide le reste de l'année.
Le record de chaleur de la Floride est de 43 °C mesurés à Monticello le 29 juin 1931 ; Key West possède la temperature moyenne annuelle la plus chaude des États-Unis et reste à l'abri du gel. Le record de froid est de –19 °C relevés dans la région de Tallahassee le 13 février 1899. Les vagues de froid (cold waves) sont assez rares mais peuvent affecter la région comme en 1899 ou 1993, années de grands blizzards. La vague de gel en 2003 s'est étendue jusqu'au Cap Canaveral. Le 19 janvier 1977 une tempête de neige a touché Homestead et Miami Beach.
La Floride peut également subir des périodes de sécheresse accompagnées d'incendies, comme celle de 2000. L'État est également célèbre pour ses orages, particulièrement dans le centre, qui détient le record d'impacts de foudre aux États-Unis. Ces orages se manifestent par des pluies abondantes et parfois de tornades.

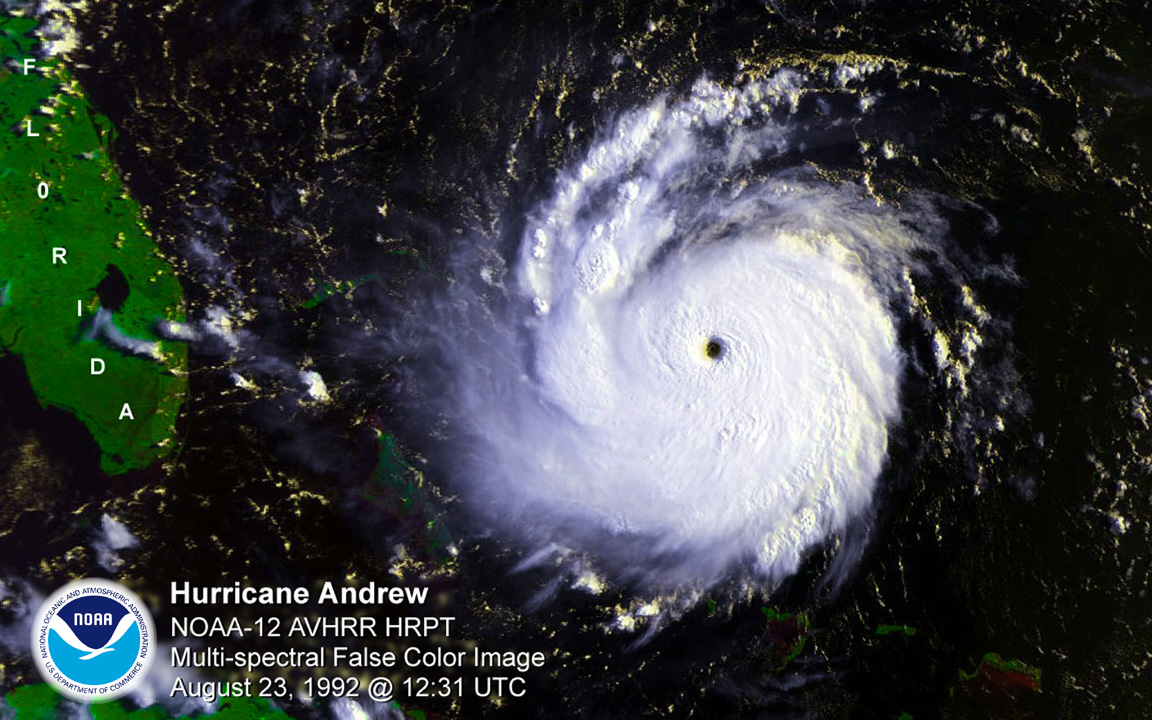
Image satellite de l'ouragan Andrew approchant des côtes de Floride (1992)

Mais les événements météorologiques les plus violents sont les cyclones tropicaux. La Floride se trouve en effet régulièrement sur la trajectoire des ouragans capverdiens qui se forment à proximité des îles du Cap-Vert entre la mi-août et la fin de septembre. La population est préparée à affronter les cyclones tropicaux, appelés « ouragans » dans le bassin de l'Atlantique. Les évacuations organisées par les autorités permettent de limiter le nombre de victimes. Miami abrite le Centre National des Ouragans (NHC) et donne l'alerte.
Officiellement, la saison cyclonique commence le 1er juin et s'achève le 30 novembre, même si des tempêtes peuvent survenir en dehors de cette période, comme celle de mars 1993. Les ouragans les plus fréquents surviennent entre août et octobre : ainsi, en 2004, quatre ouragans ont frappé la Floride entre le 13 août et le 26 septembre (Charley, Frances, Ivan, Jeanne). L'ouragan Andrew d'août 1992 fut le plus destructeur de l'histoire de l'État : il causa plus de 25 milliards de dollars de dégâts.
Les régions situées au nord du lac Okeechobee sont marquées par le climat subtropical humide (« Cfa » dans la classification de Köppen). Les températures annuelles sont plus basses que dans les régions tropicales, en raison des hivers plus marqués et des vagues de froid qui arrivent du nord. La répartition des températures suit un gradient nord-sud. Les précipitations varient d’une région à l'autre : ainsi, le Panhandle de Floride est la région la plus arrosée sur l'année (Pensacola 1 581 mm/an). La côte nord-est et les régions du centre (lac Okeechobee 1 161 mm/an) reçoivent moins de pluie.
Le climat tropical (« Am » dans la classification de Köppen) n'est présent qu'au sud du lac Okeechobee. Il se caractérise par des températures douces ou chaudes toute l'année (environ 25 °C) et les températures mensuelles sont toujours supérieures à 18 °C. L'amplitude thermique est faible et les précipitations abondantes, avec un maximum en été. L'hiver est plus frais et plus sec que l'été. La région se trouve sur la trajectoire des ouragans pendant la saison estivale. Des fronts froids touchent rarement la région entre la fin octobre et le mois de mars.

Jacksonville
Key West
Miami
Pensacola

| Mois                              | jan. | fév. | mars | avril | mai  | juin  | jui. | août  | sep.  | oct.  | nov. | déc. | année   |
| --------------------------------- | ---- | ---- | ---- | ----- | ---- | ----- | ---- | ----- | ----- | ----- | ---- | ---- | ------- |
| Température minimale moyenne (°C) | 18,3 | 18,7 | 20,6 | 22,3  | 24,5 | 25,8  | 26,4 | 26,3  | 25,8  | 24,2  | 21,8 | 19,3 | 22,8    |
| Température moyenne (°C)          | 21,1 | 21,4 | 23,2 | 25    | 27   | 28,4  | 29,1 | 29,1  | 28,5  | 26,7  | 24,2 | 21,9 | 25,4    |
| Température maximale moyenne (°C) | 23,8 | 24,1 | 25,9 | 27,6  | 29,5 | 30,9  | 31,7 | 31,8  | 31,1  | 29,1  | 26,7 | 24,5 | 28      |
| Précipitations (mm)               | 51,1 | 45,7 | 43,4 | 44,4  | 87,8 | 129,3 | 91,7 | 127,8 | 148,6 | 112,3 | 72,1 | 51,3 | 1 005,5 |

### Hydrographie
Liste des principaux fleuves floridiens :
| Nom du fleuve | Longueur en km |
| ------------- | -------------- |
| Saint Johns   | 460            |
| Suwannee      | 462            |
| Peace River   | 170            |
| Ochlockonee   | 580            |
| Kissimmee     | 215            |
| Apalachicola  | 180            |
| Saint Marys   | 144            |

Avec près de 18 % de sa superficie sous les eaux, la Floride est un État marqué par l'omniprésence des milieux aquatiques. Elle est le troisième État des États-Unis pour la surface en eau derrière l'Alaska et le Michigan. Elle compte près de 1 700 cours d'eau,, 7 800 lacs d'eau douce, 700 sources, 44 500 km2 de marécages.
Le fleuve le plus long à l'intérieur des limites de la Floride est le Saint Johns qui se jette dans l'océan Atlantique. La Suwannee coule en partie dans l'État voisin de Géorgie.
La Floride possède la plus grande concentration de sources du monde. La plupart se trouvent au nord-ouest de l'État. Certaines sont très chaudes comme les Warm Mineral Springs dans le comté de Sarasota (30 °C). Le conquistador espagnol Juan Ponce de León, découvreur de la Floride, partit à la tête d'une expédition pour rechercher la fontaine de jouvence, une source appelée aussi « Jourdain » par les explorateurs français.

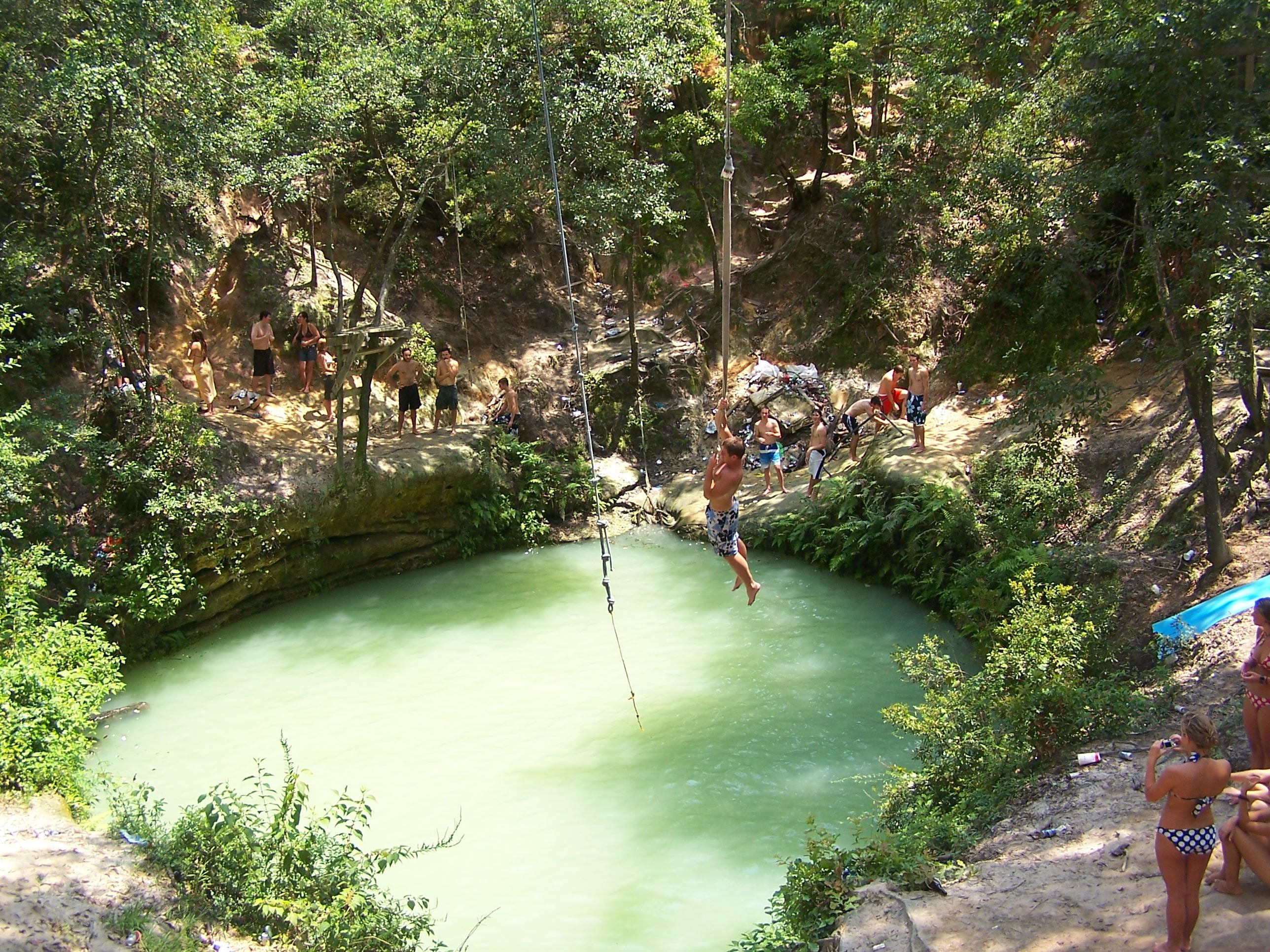
Un exemple de doline : Devil's Hole

La Floride est parsemée de quelque 30 000 lacs,. Le lac Okeechobee est le plus étendu avec plus de 1 800 km2, ; il est peu profond (entre 4,5 et 6 mètres), comme la plupart des lacs floridiens et constitue la relique d'une ancienne mer disparue. Il a été endigué après les inondations provoquées par les ouragans des années 1920 qui avaient fait 2 500 morts. Aujourd'hui, ses eaux sont prélevées pour les besoins de l'irrigation. Le lac George, le lac Kissimmee et le lac Apopka sont plus petits. D'autres lacs sont artificiels comme le lac Séminole, créé en 1957 par le barrage Jim Woodruff sur l'Apalachicola. La plupart des petits lacs du centre de la Floride occupent des dolines, c'est-à-dire des dépressions circulaires mesurant de quelques mètres à plusieurs centaines de mètres, et caractéristiques des régions karstiques.
Les pentes douces, le climat et la nature du sous-sol de la Floride expliquent la présence de marécages, dont de nombreux ont été drainés par l'homme. Le plus célèbre est celui des Everglades (voir la section « milieux naturels » plus bas).
Enfin, les eaux souterraines jouent un rôle important dans la géographie de la Floride : une partie des Everglades est un marais d'eau douce alimenté par un aquifère karstique. Les aquifères sont des couches de roches poreuses et perméables qui contiennent une nappe d'eau souterraine. En Floride, ils sont rechargés pendant la saison humide. L'aquifère floridien fournit de l'eau à quelque 8,1 millions de personnes, celui de Biscayne à 4,5 millions d'habitants. Ils sont exploités pour les besoins de l'agriculture, des activités industrielles et touristiques.

### Milieux naturels
Les milieux floridiens sont le résultat de la combinaison de nombreux facteurs tels que le climat, le sol et l’action anthropique.

#### Feuillus tropicaux et «hamacs»

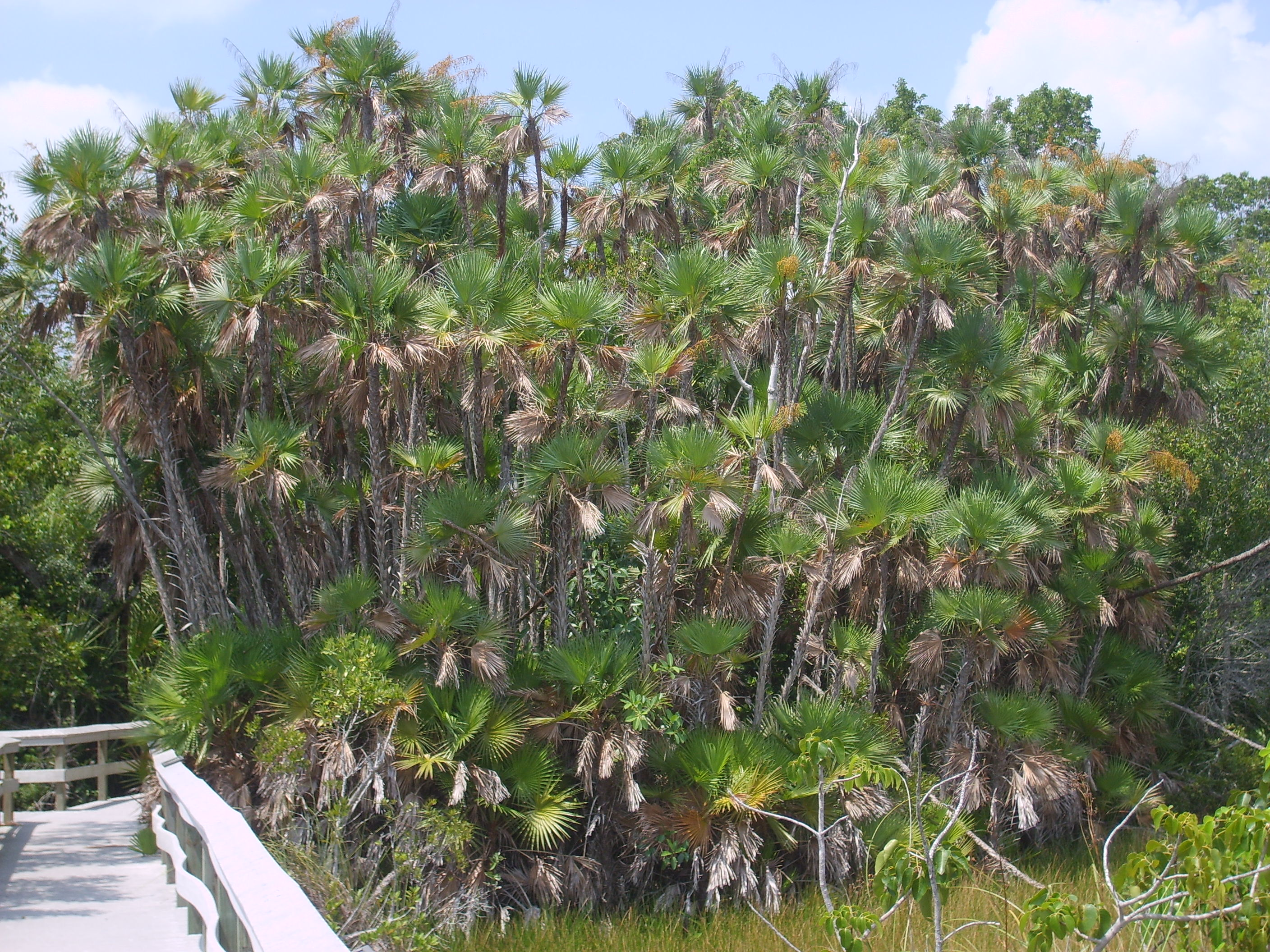
Palmiers des sables (Sabal Palms)

Les « hamacs » (hammock en anglais) sont des zones qui s'élèvent à quelques mètres et sont dominés par de grands chênes. Ces arbres forment souvent une canopée sous laquelle les animaux vivent au milieu des buissons. Dans les Everglades, les arbres, même les tamariniers et les gumbo-limbos sauvages, ne dépassent que très rarement les 15 mètres à cause du vent, des vagues de froid et de la foudre,.
La végétation aux pieds des hamacs est presque impénétrable, mais les animaux peuvent toutefois trouver un habitat idéal à l'intérieur de ces îlots et sous la canopée. Les reptiles (notamment les serpents et les anoles) et les amphibiens (comme la rainette verte d'Amérique) trouvent refuge dans le bois des feuillus des hamacs. Des oiseaux comme la chouette rayée, le pic, le cardinal ou le pygargue à tête blanche nidifient dans les arbres. Quant aux mammifères, ils vivent dans les feuillus du hamac. C'est le cas notamment de l'opossum, du raton laveur, du lynx roux, du vison, du lapin des marais, du cerf de Virginie et de la panthère de Floride, menacée d'extinction.

#### Pinède

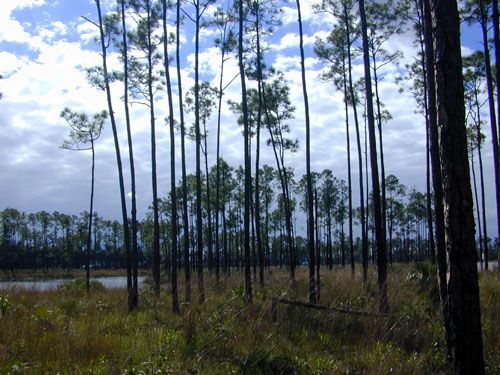
Forêt de pins

On dénombre trois espèces dominantes de pins en Floride : pinus palustris, pinus elliottii et pinus serotina (pond pine),. Les sous-bois sont formés d'arbustes à baies et de petits chênes. Les pinèdes poussent généralement sur des sols sableux et acides ; la faune est diverse : petits rongeurs (sigmodon, blarina), cerf de Virginie, gophère polyphème, geai à gorge blanche, etc.
Les pins du sud de la Floride favorisent les incendies par l'existence de lits de séchage des aiguilles de pin et de l'excrétion d'écorce sèche. Ce qui rentre naturellement dans un cycle biologique, puisque leurs pommes ont besoin de la chaleur du feu pour s'ouvrir et disperser leurs graines. Cependant, le corps de ces pins est résistant au feu.
De nombreuses espèces animales trouvent leur nourriture, leur abri ou leur nid dans les pinèdes. Pics, sturnelles, laniidés, quiscales des marais et mimini vivent communément dans les pinèdes. L'ours noir et la panthère de Floride sont parfaitement intégrés dans cet écosystème. Les pinèdes rocheuses sont considérées comme l'un des habitats les plus menacés de Floride. Le comté de Miami-Dade était autrefois recouvert de pinèdes, qui furent pour la majeure partie utilisées pour l'industrie du bois.

#### Mangrove

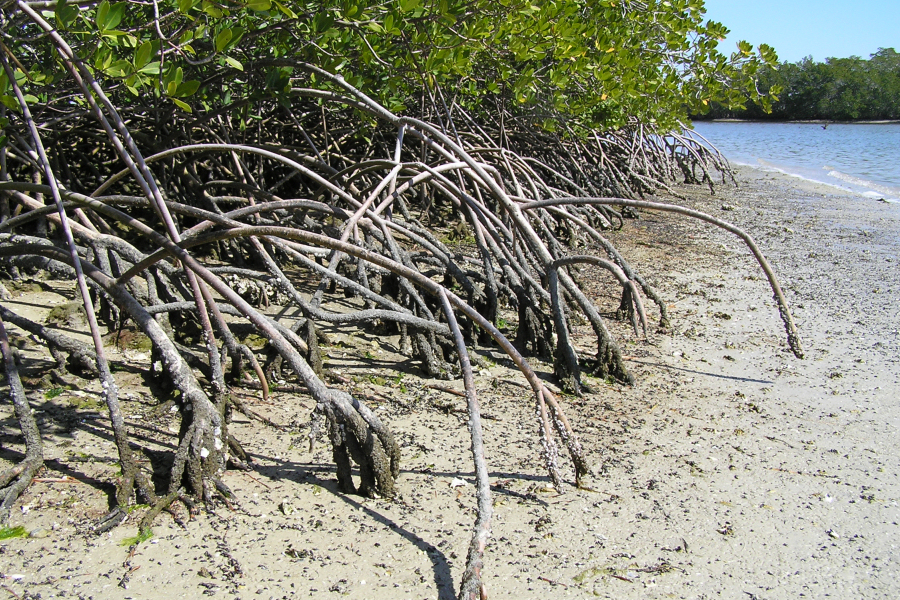
Mangrove le long de la côte, dans les Everglades.

Les arbres de la mangrove, qui prospèrent dans l'eau salée ou saumâtre, servent d'abri à plusieurs espèces aquatiques ainsi que des oiseaux. Ils constituent également la principale défense de la Floride face à la force destructrice des ouragans, en absorbant les inondations et en empêchant l'érosion côtière. Grâce à leur forte résistance à l'eau salée, aux vents, aux grandes marées, aux hautes températures et au sol boueux, les palétuviers sont tout à fait adaptés aux conditions extrêmes. L'écosystème du parc national des Everglades possède le plus grand système continu de mangrove au monde.
Il existe près de 220 espèces différentes de poissons vivant dans les mangroves de Floride, ainsi que plusieurs variétés de crabes, d’écrevisses, de crevettes, de mollusques et d’autres invertébrés, qui servent de source principale de nourriture à de nombreux oiseaux. De même, une multitude d'espèces d'oiseaux l'utilise également comme abri. C’est le cas notamment du pélican, de la grèbe, de l'Aigrette tricolore, du goéland, de la sterne, de l'épervier et du milan, ainsi que des oiseaux arboricoles comme le coucou de mangrove, la paruline jaune ou même le pigeon à croix blanche. La mangrove abrite plusieurs espèces d'amphibiens et de reptiles, incluant la tortue verte et la tortue imbriquée et des espèces de mammifères, dont le lamantin des Caraïbes.
Les cyprès sont des conifères qui se développent facilement dans l’eau douce et qui poussent dans des structures compactes, appelées « dômes », sur de longues rives de calcaire. Du fait de la forte variation du niveau de l'eau autour de ces dômes, les cyprès ont développé des « genoux » sortant de l'eau. Des cyprès nains peuvent toutefois pousser dans des zones sèches où le sol est plus pauvre en nutriment. Les branches et les troncs des cyprès constituent un lieu privilégié pour l’installation de plantes aériennes appelées épiphytes, telles broméliacées, les mousses espagnoles, les orchidées et les fougères. Le parc abrite à lui seul près de vingt-cinq espèces d'orchidées. Les plus grands d'entre eux constituent d'excellents lieux de nidification pour des oiseaux comme le dindon sauvage, l'ibis, le héron, l'aigrette, l’anhinga et le martin-pêcheur d'Amérique. Dans ces zones, on trouve habituellement des cerfs de Virginie, des écureuils, des ratons laveurs, des opossums, des mouffettes, des lapins des marais, des loutres de rivière, des lynx roux ainsi que de petits rongeurs.

#### Grottes et cavernes
La Floride compte un important réseau de grottes. Plusieurs espèces se sont adaptées aux conditions qui règnent dans ce type de milieu : chauves-souris, raton laveur, reptiles et amphibiens (Haideotriton wallacei), poissons, etc.

#### Zones humides continentales

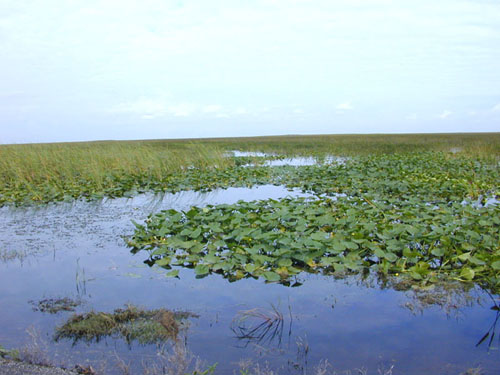
Zone humide des Everglades

Dans les Everglades, Cladium mariscus subsp. jamaicense, une sous-espèce des marisques, pouvant pousser jusqu'à atteindre une hauteur de 1,8 mètre, et les autres plantes marécageuses à larges feuilles, sont si courantes dans cette région qu'elles ont valu à la région son surnom de River of Grass (littéralement, « rivière d'herbe »).
Les marécages constituent un habitat idéal pour la reproduction et attirent ainsi une grande variété d'échassiers tels que les hérons, les aigrettes, les spatules rosées, les ibis, les pélicans ainsi que des courlans bruns et des milans des marais qui se nourrissent d’escargots. La forte densité de poissons, d'amphibiens et de jeunes oiseaux attire de nombreux prédateurs, comme les alligators, les tortues d'eau douce, les mocassins d'eau ou les crotales. À ce titre, le parc national des Everglades est le seul endroit au monde où les crocodiles coexistent de manière naturelle avec les alligators. Des mammifères tels que l'ours noir, la panthère de Floride, le cerf de Virginie font également partie de cet écosystème.
Le cyprès chauve pousse dans les marais d'eau douce, sur les rives des lacs et des cours d'eau. Il est l'un des arbres emblématiques du Sud-Est des États-Unis. Le cyprès des marais (taxodium ascendens) est la deuxième espèce qui croît aussi les milieux humides. Le Copalme d'Amérique, le magnolia (Magnolia virginiana), l'Érable rouge, le Chêne, l'Orme se développent également dans ce type de milieu. Les épiphytes, les plantes grimpantes et les fougères sont également bien représentés. Le Tantale d'Amérique et le Héron fréquentent ces zones en quête de nourriture.

#### Milieux marins
Coraux, herbiers marins et éponges servent d'abri et de nourriture aux crustacés et aux mollusques, qui sont eux-mêmes mangés par de plus grands animaux marins. L'écosystème marin est très fragile et tout bouleversement dans la chaîne alimentaire peut avoir de graves conséquences. Ainsi, en 1987, la disparition massive de zostères n’a fait qu’aggraver la situation déjà difficile des lamantins et des tortues marines. L’écosystème est aussi peuplé de requins, de raies pastenagues et de barracudas qui attirent les amateurs de pêche sportive. En ce qui concerne les oiseaux, les pélicans, les sternes, les oiseaux limicoles et les becs-en-ciseaux fréquentent régulièrement les lignes côtières.
Les récifs coralliens sont des milieux attractifs et fragiles, qui font l'objet d'une surveillance accrue. La Floride est la seule région des États-Unis continentaux à posséder des colonies de coraux près de ses côtes. On compte quelque 30 espèces différentes de coraux en Floride. Ces dernières se répartissent essentiellement dans le sud, autour des Keys et dans les baies. Le parc national de Dry Tortugas possède le troisième plus grand récif corallien du monde derrière l'Australie et le Belize. Dans les récifs des Keys, Gorgonia Ventilana est le corail le plus répandu. Les plongeurs peuvent observer des anémones, des éponges, des poissons tropicaux (perroquet de mer, poisson-soldat, ange de mer, mérou, barracuda, poisson-demoiselle, murène, poisson-chirurgien, poisson-papillon, anguilles), des langoustes et divers crustacés.
Sept espèces de plantes herbacées marines vivent le long du littoral floridien, parmi lesquelles l'herbe à tortue (Thalassia testudinum), qui pousse sur les hauts-fonds, est la plus fréquente. Les herbiers du sud de la Floride sont les plus étendus de la planète (5 500 km2). Ailleurs, ils sont limités à quelques zones protégées. Ces « prairies marines » ont un rôle essentiel dans la chaîne alimentaire. De nombreuses espèces y vivent : la Conque reine, l'Étoile de mer commune, le Concombre de mer, l'Hippocampe, le Syngnathus et diverses espèces de poissons.

## Géographie humaine

### Découpage administratif
La Floride est divisée en 67 comtés.